# Гетеротопия (Фуко)
Гетеротопия (от греч. ἕτερος (héteros), «разные», «другие», «отличающиеся» и греч. τόπος «место») — понятие, представленное Мишелем Фуко в работах «Другие пространства» и «Слова и вещи. Археология гуманитарных наук» (1966) и раскрытое в радиовыступлении, посвященном теме «Утопия и литература». Гетеротопия представляет собой пространство внутри пространства, Фуко предлагает примеры корабля, кладбища, сада, ярмарки и др. Самым известным объяснением Фуко гетеротопии стало рассуждение о понятии в беседе с группой архитекторов

## Общая характеристика
Гетеротопия граничит с понятиями утопии и антиутопии. Фуко предлагал для лучшего понимания отличия гетеротопии представлять образ зеркала, который схож с утопией, «…поскольку это место без места. В зеркале я себя вижу там, где меня нет — в несуществующем пространстве, которое виртуально открывается за плоскостью. Но равно это и гетеротопия, поскольку зеркало реально существует и по отношению к месту, которое я занимаю, имеет своего рода возвратный эффект; именно благодаря зеркалу я начинаю воспринимать себя отсутствующим в месте, где я есть, ибо вижу себя там».
Утопия — это идея или образ, которые, не являясь реальными, представляют собой усовершенствованную версию мира (например, «Утопия» Томаса Мора или рисунки Ле Корбюзье. Уолтер Рассел Мид писал: «утопия — это место, где все хорошо; антиутопия — это место, где все плохо; гетеротопия — это место, где все по-другому, части которого слабо связаны или вовсе не связаны между собой»
«Фуко признавался, что планировал написать „целую историю различных пространств (которая одновременно была бы историей различных видов власти), начиная с больших геополитических стратегий и заканчивая мельчайшими тактиками по условиям расселения, истории архитектуры учреждений, классной комнаты или больницы, проходя через способы хозяйственно-политической дифференциации“ (Фуко М. Око власти, с. 224). Позже в интервью Полу Рабинову по теме „Пространство, знание и власть“ Фуко вновь обращается к гетеротопии, отмечая, что именно через одержимость пространством он пришел к пониманию фундаментальных отношений, возможных между властью и знанием (Фуко М. Пространство, знание и власть)».

### Принципы гетеротопии
Фуко ввел понятие «гетеротопия» (фр. hétérotopie), чтобы иметь возможность отобразить смысловую многогранность, т.е. представить все смыслы, вложенные в понимание того или иного пространства. Таким образом гетеротопия может быть как реальным местом, так и местом приближенным к утопии, параллельным реальному, пространством (например, тюрьма), наполненность и содержательность которого позволяет приблизить реальное место к виртуальному.
В определении гетеротопии Фуко выделяет несколько принципов.
Во-первых, «в мире нет ни одной культуры, которая не создавала бы гетеротопий. Это константа для всего человечества» («Другие пространства», с. 197).
Во-вторых, «каждая конкретная гетеротопия может начать функционировать по-иному при изменении общей синхронии культуры, в которой она находится» («Другие пространства», с. 198).
В-третьих, «гетеротопия может помещать в одном реальном месте несколько пространств, несколько местоположений, которые сами по себе несовместимы» («Другие пространства», с. 199).
В-четвертых, «гетеротопии чаще всего связаны с „раскроем“ времени, то есть они открыты в сторону того, что — из чистой симметрии — можно
было бы назвать гетерохронией; гетеротопия начинает функционировать в полной мере, когда люди оказываются в своего рода абсолютном разрыве с их традиционным временем» («Другие пространства», с. 199).
В-пятых, «гетеротопии всегда предполагают некую систему открытости и замкнутости, которая одновременно и изолирует их, и делает их проницаемыми» («Другие пространства», с. 201).
В-шестых, «роль гетеротопии состоит в том, чтобы создать иллюзорное пространство, которое изобличает все реальное пространство, все местоположения, по которым разгораживается человеческая жизнь, как еще более иллюзорные» («Другие пространства», с. 202).
Рассуждения Мишеля Фуко о гетеротопиях, опубликованные в статье «Des espaces autres» (О других пространствах), представляют собой не только предложения философа рассмотреть пространство с разных точек зрения, но и возможность увидеть в гетеротопии убежище от авторитаризма и репрессий, проиллюстрированную метафорой корабля (как абсолютной гетеротопии), что, фактически, является ссылкой на сталинизм.

## Гетеротопия в зарубежных исследованиях
Географы-гуманитарии, связанные с постмодернистской школой, используют этот термин (и предложения Фуко) для трактовки и объяснения зарождения и развития (культурных, социальных, политических, экономических) сходств и различий современных мультикультурных мегаполисов. Идея места (с точки зрения этнической или гендерной принадлежности, иногда - с социальной) как гетеротопии привлекает внимание участников постмодернистской и постструктуралистской (и политической) теоретической дискуссии в социальных науках.
Имена таких ученых как Дэвид Харви, Эдвард Соджа, Мари Франклин-Браун связаны с разными толкованиями гетеротопии.
Хе Жан Чанг Архивная копия от 15 января 2019 на Wayback Machine описывает гетеротопическое восприятие цифровых медиа, которое, по мнению Чанг, состоит в том, чтобы охватить бесформенную структуру многонационального капитализма.

## Книги Мишеля Фуко по теме
- Des espaces autres. Hétérotopies Архивная копия от 21 января 2017 на Wayback Machine Texte intégral de Michel Foucault sur les hétérotopies (фр.)
- L’art de penser, conférence de Foucault, audio mp3 (фр.)
- Foucault, Michel (1971). The Order of Things. New York: Vintage Books. ISBN 978-0-679-75335-3. (англ.)
- Foucault, Michel (October 1984). «Des Espace Autres». Architecture, Mouvement, Continuité. 5: 46-49.
- Фуко М. Другие пространства // Интеллектуалы и власть: Избранные политические статьи, выступления и интервью. М.: Праксис, 2006. Ч. 3. С. 191—204.
- Фуко М. Око власти // Интеллектуалы и власть: Избранные политические статьи, выступления и интервью. М.: Праксис, 2006. Ч. 1. С. 224.
- Фуко М. Пространство, знание и власть // Интеллектуалы и власть: Избранные политические статьи, выступления и интервью. М.: Праксис, 2006.Ч. 3. С. 215—236.
- Фуко М. Слова и вещи: Археология гуманитарных наук. М.: Гуманитарная академия, 2006. 416 с.

## Гетеротопия в литературе
Понятие гетеротопии оказала влияние и на литературу, особенно на жанры научной фантастики и фэнтези. Многие читатели считают миры Чайна Мьевиль и других фантастов гетеротопиями, поскольку они представляют собой весьма специфические пространства. У романа Сэмюэля Дилэниу «Тритон» (1976) даже есть подзаголовок — «неоднозначная гетеротопия», который контрастирует с подзаголовком научно-фантастического романа «Обделённые» Урсулы К. Ле Гуин — «неоднозначная утопия».

## Российские исследования
Помимо большого научного интереса к понятию «гетеротопия» в Российской академии наук также было проведено междисциплинарное исследование «Гетеротопия: Цивилизационный контекст», участники которого рассмотрели понятие в политологическом, философском, лингвистическом и литературоведческом ракурсе.

### Зарубежные исследования
- Conférence de 1967 " Des espaces autres " [archive] Michel Foucault, Dits et écrits (1984), T IV, " Des espaces autres ", no 360, p. 752—762, Gallimard, Nrf, Paris, 1994 ; (conférence au Cercle d'études architecturales, 14 mars 1967), in Architecture, Mouvement, Continuité, no 5, octobre 1984, p. 46-49. M. Foucault n’autorisa la publication de ce texte écrit en Tunisie en 1967 qu’au printemps 1984.
- Jean-François Staszak et Michel Lussault, Hétéropie, dans Jacques Lévy et Michel Lussault (dir.), Dictionnaire de la géographie et de l’espace des sociétés, Belin, Paris, 2003, pages 452 et 453 (ISBN 978-2-7011-2645-6)
- «Michel Foucault. Des espaces autres (1967) Hétérotopies» [archive] (consulté le 6 novembre 2015)
- Parmi lesquels Edward Soja, Henri Lefevbre, Cornel West, Dapne Spain, Derek Gregory ou encore Gianni Vattimo Henri Lefebvre, La révolution urbaine, Paris, Gallimard, 1970, 256 p. (ISBN 2070352161)